# 勇躍加東
「勇躍加東」（ゆうやくかとう）は、紙ふうせんの楽曲。日本の兵庫県加東市が「加東市応援歌」として制定した市民歌である。作詞は宮田賢三、作曲はキダ・タロー。
本記事では市民歌と同時に制定された市民音頭「加東よしよし音頭」および、合併前の3町がそれぞれ制定していた町歌等の楽曲についても解説する。

## 解説
加東市の前身に当たる加東郡社町および滝野町、東条町ではそれぞれ町歌や町民音頭、小唄などを定めていたが、加東郡合併協議会において「公募等の方法で、新市において新たに制定する」と取り決められ、市の発足から早期に市歌を制定する方針が確認された。
合併から2年後の2008年（平成20年）、歌詞の懸賞募集を経て市民音頭と市民歌の2部門で採用された作品を基に市民音頭は池田八声、市民歌はキダ・タローにそれぞれ作曲を依頼し、3月31日付で2曲同時に制定された。入選者はいずれも市内からの応募である。
制定直後は市役所の朝礼時にも歌われ、介護予防のため考案された市民体操「楽らく勇躍体操」のBGMに採り入れられている。作曲者のキダが2024年（令和6年）5月14日に93歳で死去した際には市役所のサイト上に追悼文が掲載され、庁内のロビーで同月24日まで追悼演奏が行われた。

### 加東よしよし音頭
加東市の市民音頭「加東よしよし音頭」は「勇躍加東」と同じ2008年（平成20年）3月31日に制定された。作詞は大久保三代子、作曲は池田八声で嶺陽子が創唱者となっている。
加東市役所では「加東よしよし音頭」と「勇躍加東」を収録したCDを企画政策課で販売している。

## 合併前の旧3町に関連する楽曲
以下は加東市の前身となった3町がそれぞれ制定していた町歌や町民音頭、小唄等の楽曲である。

### 社町
- やしろわが町[7] - 1985年（昭和60年）4月制定

作詞：内与詩守 補作：長谷川孝士 作曲：保科洋
町制（新設合併）30周年記念。
- やしろ小唄 - 1980年（昭和55年）4月発表

作詞：広田時子 補作：石本美由起 作曲・編曲：山路進一
- やしろ音頭 - 1980年（昭和55年）4月発表

作詞：稲岡はるゑ 補作：石本美由起 作曲：市川昭介 編曲：押尾司
町制（新設合併）25周年を記念して2曲同時に選定。日本コロムビアが島倉千代子歌唱の「やしろ小唄」と大川栄策歌唱の「やしろ音頭」を収録したシングル盤（規格品番：PES-7978-CP）を製造している。

### 滝野町
- 滝野音頭[8] - 1979年（昭和54年）発表

作詞：森菊蔵 作曲：押尾司
ビクター音楽産業が英亜里と双葉茂のデュエットによるシングル盤（17VP-5015）を製造している。
- 滝野町イメージソング「輝いて」[9] - 2000年（平成12年）発表

作詞：島田陽子 作曲：池田八声
- 滝野町応援歌「あすに向かってGO! GO! GO!」[10] - 2000年（平成12年）発表

作詞：島田陽子 作曲：池田八声
イメージソング「輝いて」はダ・カーポ、応援歌「あすに向かってGO! GO! GO!」は嶺陽子をそれぞれ創唱者とする。

### 東条町
- 東条町小唄 - 1980年（昭和55年）発表

作詞：佐伯豊 補作：市原たかし 作曲・編曲：松原曽平
町制25周年記念。ビクター音楽産業が大月みやこの歌唱によりシングル盤（PRA-10556、B面はカラオケ）を製造している。